# Werner Schuch

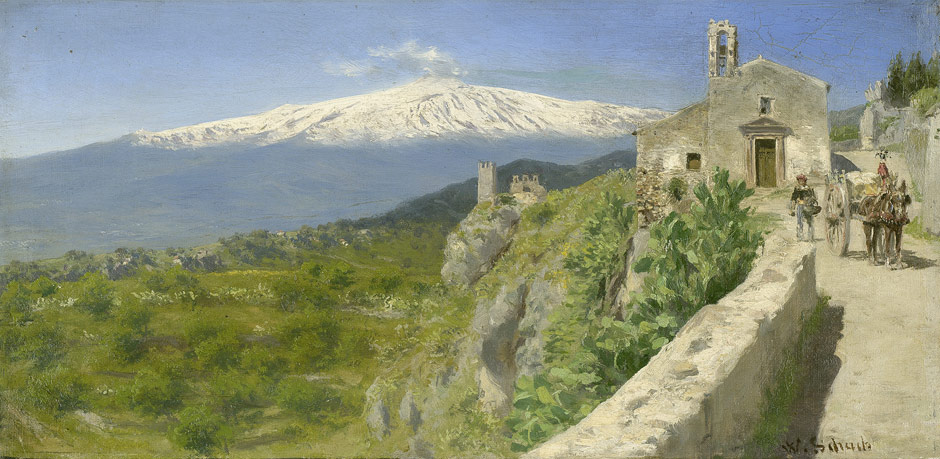
Blick von Taormina auf den Ätna av Werner Schuch.

Werner Wilhelm Gustav Schuch, född 2 oktober 1843 i Hildesheim, död 24 april 1918 i Berlin, var en tysk målare och arkitekt.
Schuch studerade arkitektur i Hannover och var 1870–1880 professor vid tekniska högskolan där, ägnade sig sedan åt målning, studerade i Düsseldorf och München samt var på senare tid bosatt i Berlin. Schuch målade först bilder från Trettioåriga kriget, sedan mest från Sjuåriga kriget samt stora ryttarporträtt (Zieten vid Hennersdorf och Seydlitz vid Rossbach samt Kejsar Vilhelm II, samtliga i Berlins nationalgalleri), väggmålningar (Slaget vid Leipzig i Feldherrnhalle i Zeughaus).